# St. Peter und Paul (Pöttmes)

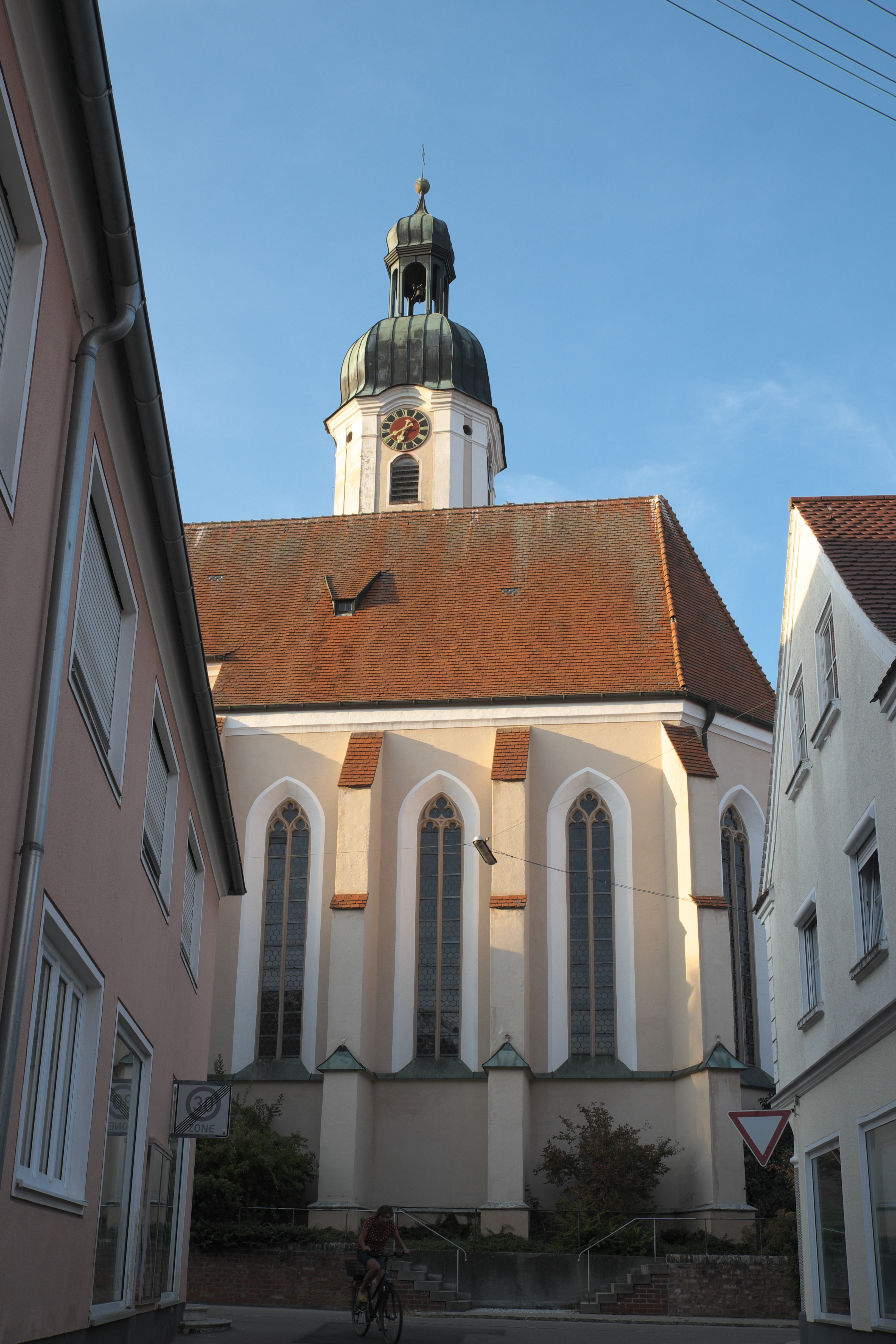
Pfarrkirche St. Peter und Paul

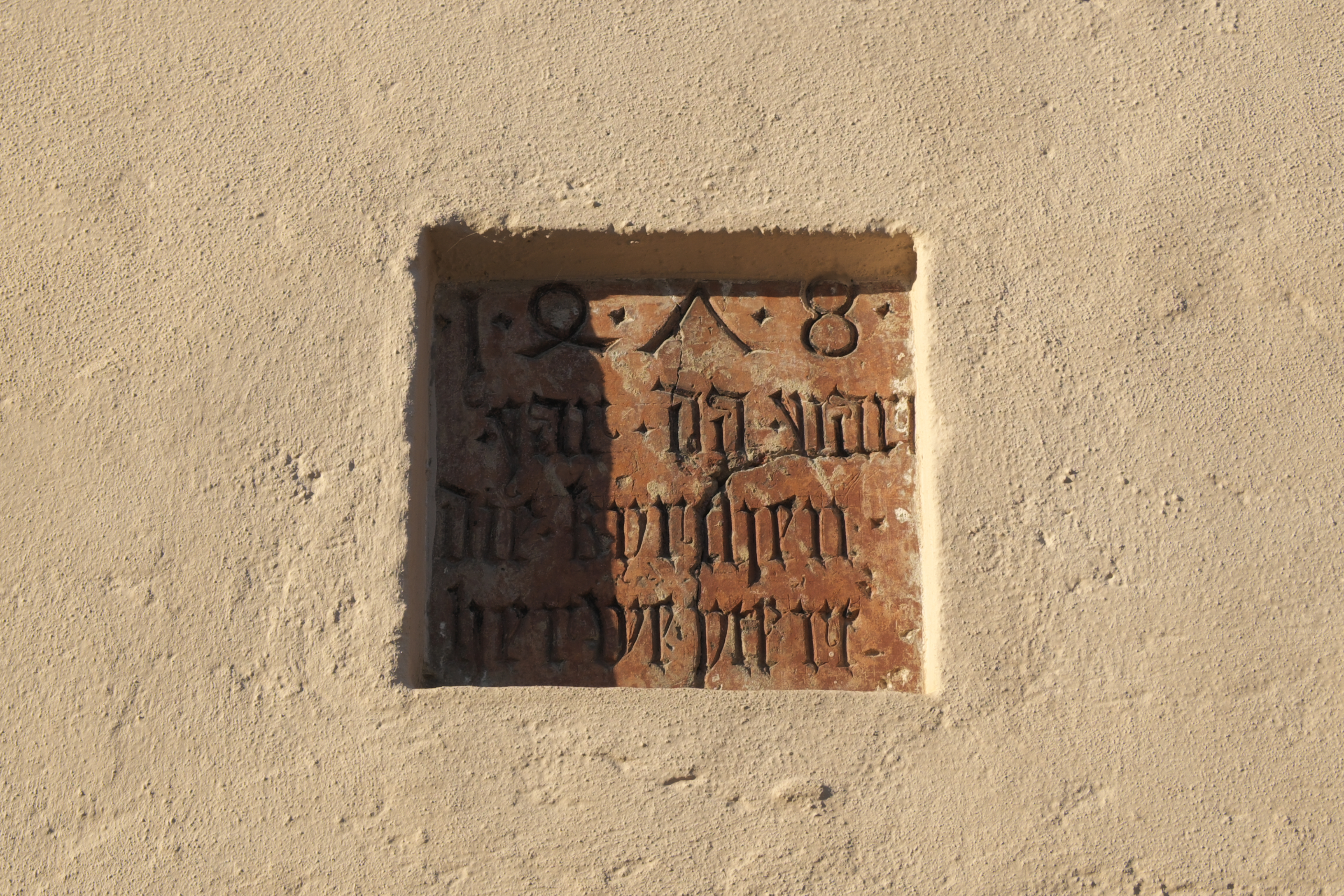
Inschrift neben dem Südportal

Die katholische Pfarrkirche St. Peter und Paul in Pöttmes, einer Gemeinde im Landkreis Aichach-Friedberg im bayerischen Regierungsbezirk Schwaben, geht auf einen romanischen Kirchenbau zurück, der Ende des 15. Jahrhunderts durch einen Neubau im Stil der Gotik ersetzt wurde. Im 17. Jahrhundert wurde die Kirche barockisiert und Ende des 19. Jahrhunderts vergrößert und im Stil der Neugotik umgestaltet. Die Kirche mit dem Patrozinium der Apostel Petrus und Paulus gehört zu den geschützten Baudenkmälern in Bayern.

## Geschichte
Das erstmals im Jahr 876 erwähnte Dorf „Petinmoos“ besaß vermutlich zunächst eine aus Holz errichtete Kirche oder Kapelle. Spätestens 1298 muss ein romanischer Kirchenbau aus Stein errichtet worden sein, von dem die Turmuntergeschosse in den 1478 fertiggestellten Neubau miteinbezogen wurden. An diesen spätgotischen Neubau, der bereits die Ausmaße der heutigen Kirche aufwies, erinnert eine Inschrift neben dem Südportal: „1478 yar da ward die kürchen herweytert“. Aus dieser Zeit sind eine Madonna mit Kind, heute im nördlichen Seitenaltar, und die Christophorusfigur, heute an der unteren Emporenbrüstung, sowie ein Fresko an der Nordwand des Chors erhalten.
Im Jahr 1495 wurde im Osten an das nördliche Seitenschiff die Georgskapelle als Grabkapelle für die Familie Gumppenberg angebaut. Ab 1684 erfolgte die Umgestaltung der Kirche im Stil des Barock. Von der barocken Ausstattung sind das Taufbecken und die Kirchenbänke vor Ort erhalten. Vom barocken Hochaltar sind nur noch die Figuren der Kirchenpatrone, der Apostel Petrus und Paulus, sowie die Figur eines Engels erhalten, die heute im Stadtmuseum Aichach aufbewahrt werden. Das ehemalige Altarblatt ist in der Johanneskirche am Marktplatz untergebracht.
Zu Beginn des 18. Jahrhunderts wurde die Sakristei an den Turm und den Chor angefügt. In den 1750er Jahren wurde der Turm erneut erhöht und mit einer von einer Laterne bekrönten Zwiebelhaube gedeckt.
Ende des 19. Jahrhunderts wurde die Kirche nach Westen verlängert und die barocke Ausstattung durch eine neugotische ersetzt. Diese wurde in den 1950er Jahren weitgehend wieder entfernt, nur der neugotische Hochaltar blieb erhalten. In den 1990er Jahren versuchte man, den neugotischen Raumeindruck wiederherzustellen.

## Architektur
Im nördlichen Chorwinkel steht der Glockenturm. Auf dem hohen, quadratischen Unterbau ist ein zweigeschossiges, mit doppelten Ecklisenen besetztes Oktogon mit Zwiebelhaube und Laterne aufgebaut.
Die Kirche ist eine dreischiffige Basilika. Das Mittelschiff ist in fünf Joche gegliedert und wird von einem Kreuzgratgewölbe gedeckt, das 1959 unter der früheren Täferdecke eingezogen wurde. Die Schlusssteine sind mit den Symbolen Christi und der vier Evangelisten verziert. Die Seitenschiffe sind mit Netzrippengewölben gedeckt, die noch aus spätgotischer Zeit stammen.
Der fünfseitig geschlossene Chor erstreckt sich über drei Joche und wird außen durch abgetreppte Strebepfeiler gegliedert. Er ist etwas breiter als das Mittelschiff und wird von hohen, spitzbogigen Maßwerkfenstern durchbrochen. Die Netzrippengewölbe des Chors und der Georgskapelle wurden in den 1890er Jahren eingebaut.

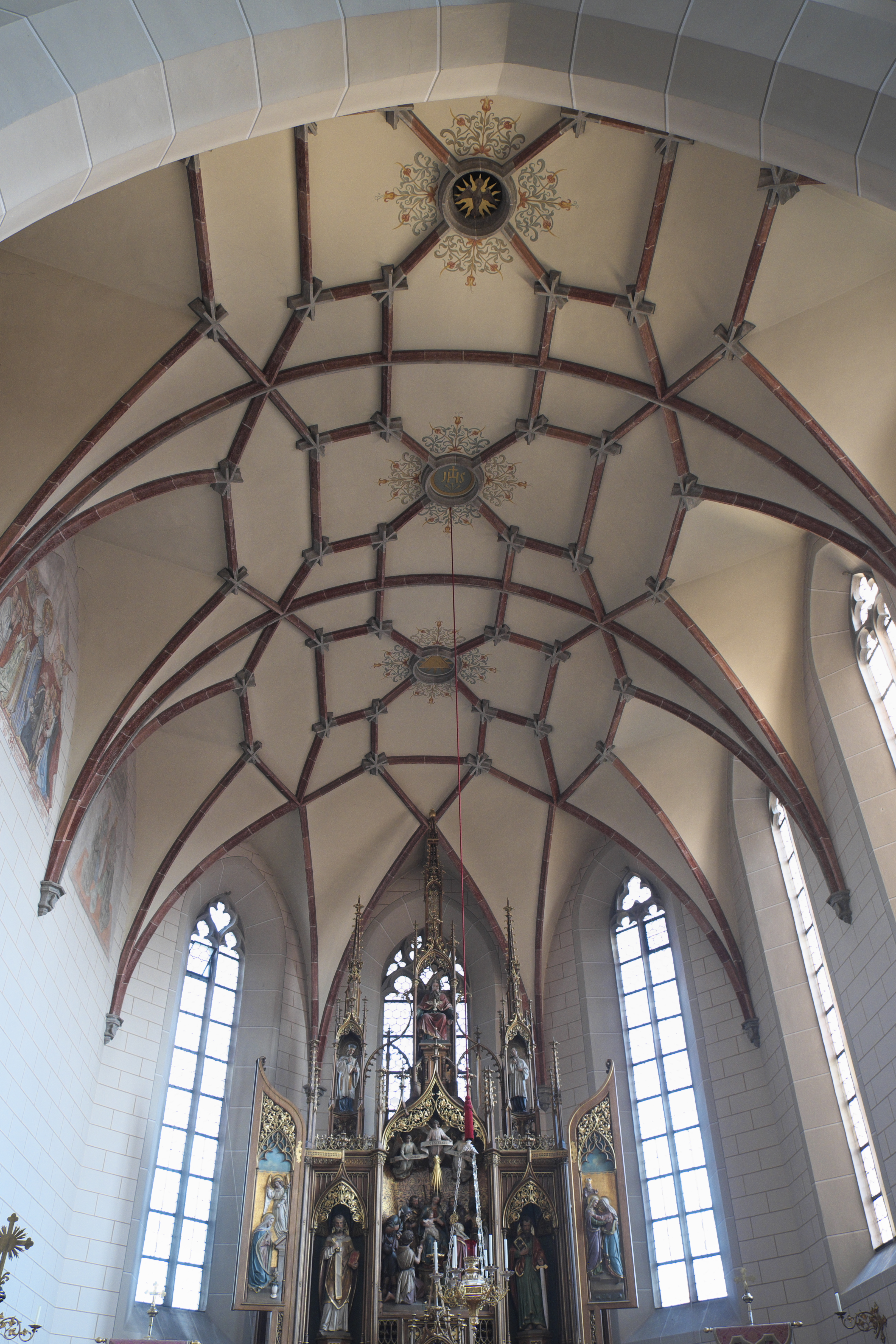
Netzrippengewölbe im Chor
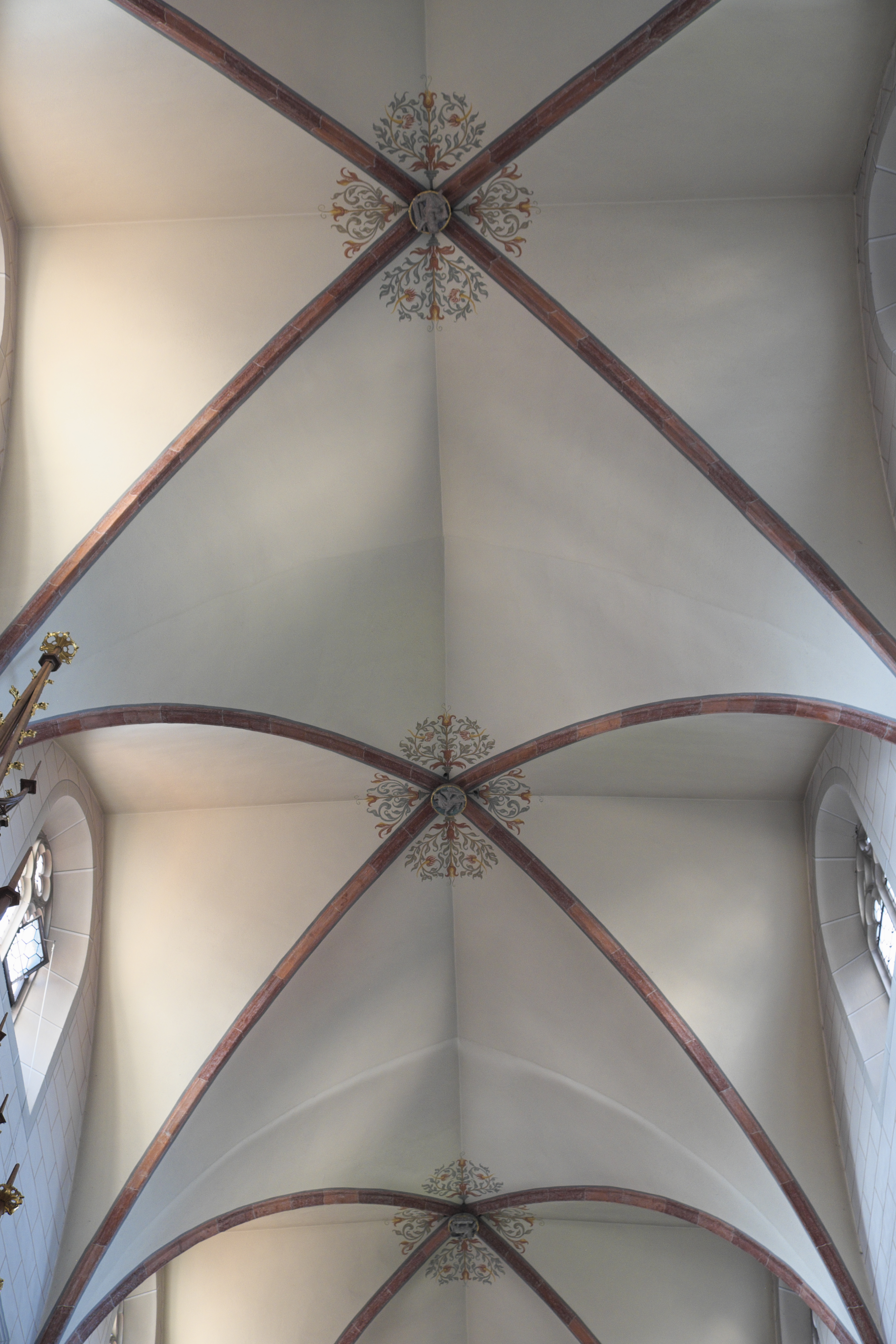
Kreuzgratgewölbe im Langhaus
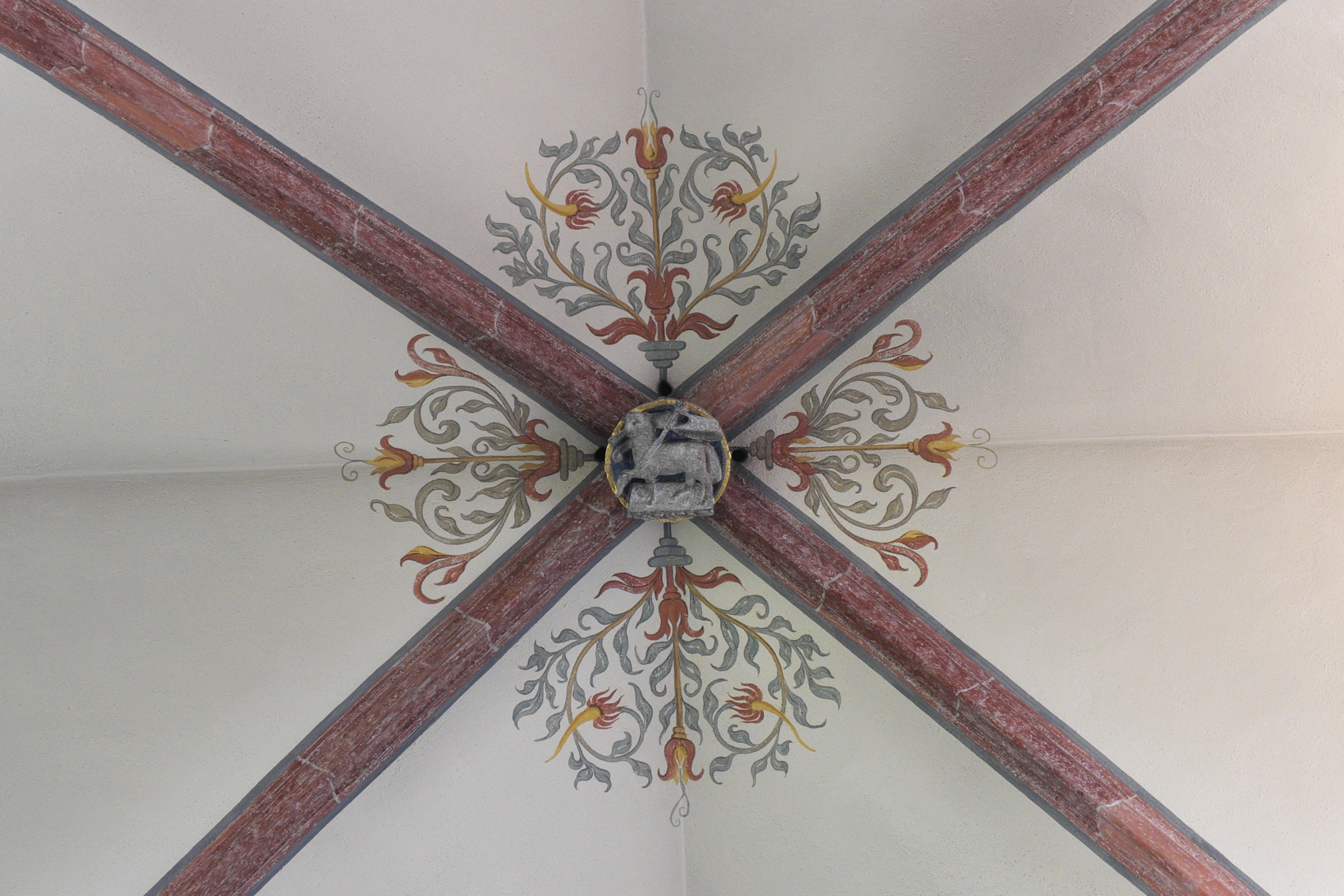
Schlussstein mit Lamm Gottes

## Wandmalereien

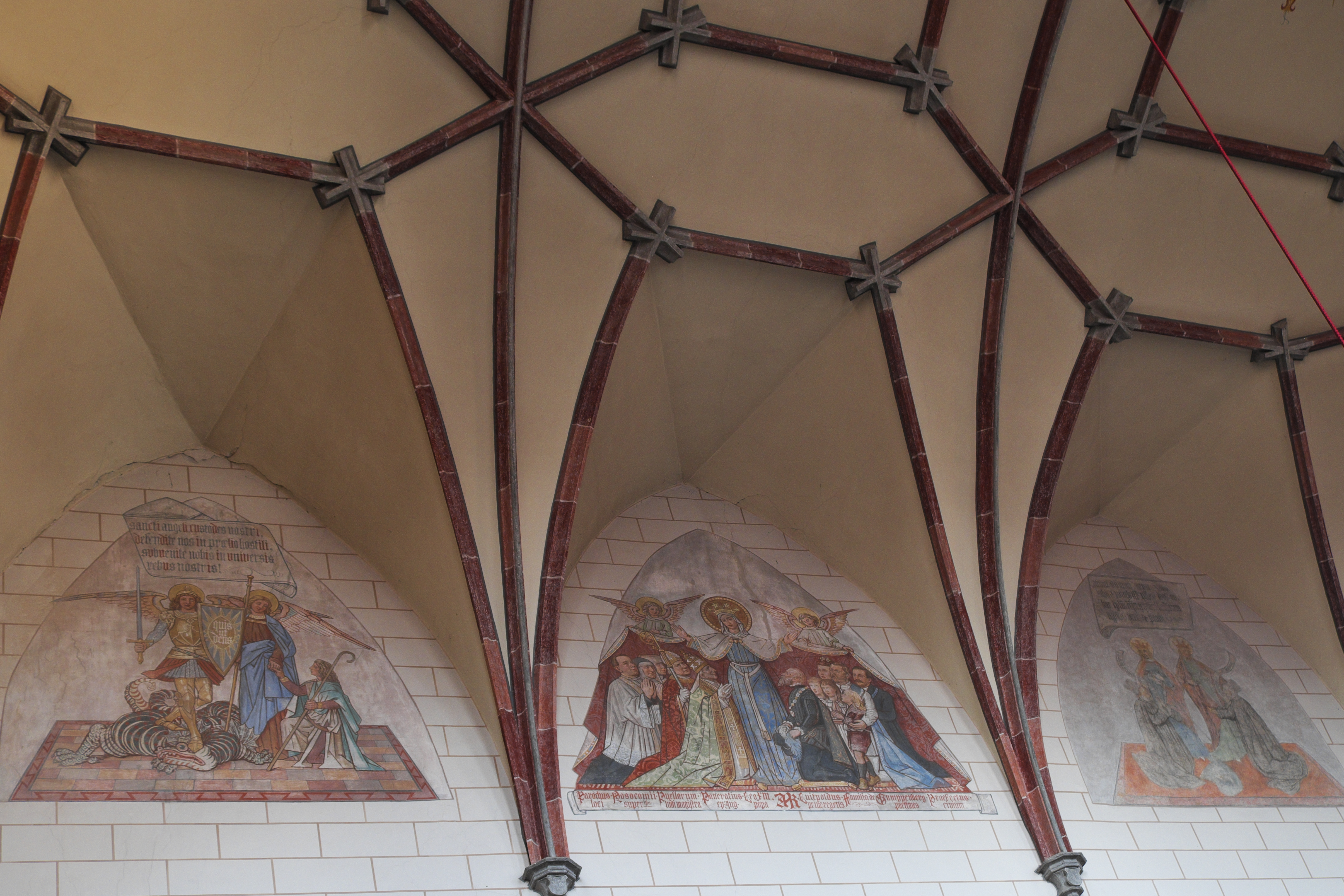
Wandmalereien im Chor

Im östlichen Joch, an der Nordwand des Chors, ist eine spätgotische Wandmalerei von 1498 erhalten, die 1894 freigelegt wurde. Auf dem Wandbild sind die heilige Katharina und die heilige Barbara und zwei weitere Personen, die zu ihren Füßen knien, dargestellt.
Die anderen Wandmalereien wurden 1894 von Nikolaus Mathes ausgeführt. Sie stellen im Chor die Schutzmantelmadonna und die Erzengel Michael und Gabriel mit dem heiligen Georg und im Langhaus die Apostel Petrus und Paulus und die Steinigung des heiligen Stephanus dar.

## Ausstattung
- Der Hochaltar ist mit der Jahreszahl 1896 bezeichnet. Er wurde im Auftrag von Hans Georg von Gumppenberg und seiner Gemahlin Mathilde von Joseph Anton Müller entworfen. In der Mitte sieht man die Anbetung der Hirten und der Heiligen Drei Könige, seitlich stehen die Apostel Petrus und Paulus. Die Innenseiten der Flügel sind mit den Reliefs der Verkündigung (links) und der Heimsuchung (rechts) verziert, die Predella mit den Szenen Jesus unter den Schriftgelehrten und der Präsentation Jesu im Tempel. Im Auszug thront Gottvater mit der Heiliggeisttaube, in den seitlichen Fialen stehen der heilige Franz Xaver und Aloisius von Gonzaga.
- Die neugotischen Seitenaltäre wurden 1895 von Josef Eberle geschaffen. Sie wurden im Zuge der Wiederherstellung der neugotischen Ausstattung im Kunsthandel erworben. Im nördlichen Seitenaltar ist eine Madonna mit Kind aus dem Ende des 15. Jahrhunderts aufgestellt, die noch aus dem gotischen Kirchenbau stammt.
- Aus der gotischen Kirche erhalten ist auch die Figur des heiligen Christophorus an der unteren Emporenbrüstung, die ebenfalls in das späte 15. Jahrhundert datiert wird.
- Die Kanzel wurde 1863 von Gustav Adolph Wiest für die Pfarrkirche St. Johannes Baptist in Rain am Lech angefertigt und 1996 in der Kirche von Pöttmes eingebaut. Am Kanzelkorb sind die Evangelisten mit ihren Symbolen  dargestellt.
- Das steinerne Taufbecken stammt aus dem späten 17. Jahrhundert. Die Figur Johannes des Täufers auf dem Deckel wurde 1856 von Ferdinand Preckle geschaffen.
- Die mit Akanthusschnitzereien verzierten Kirchstuhlwangen stammen ebenfalls aus dem späten 17. Jahrhundert.
- Die Kreuzigungsgruppe aus der ersten Hälfte des 18. Jahrhunderts über dem Chorbogen wurde 1996 erworben.
- Die Prozessionsstangen mit den Figuren einer Madonna mit Kind und des heiligen Sebastian erinnern an die Rosenkranz– und die Sebastiansbruderschaft.

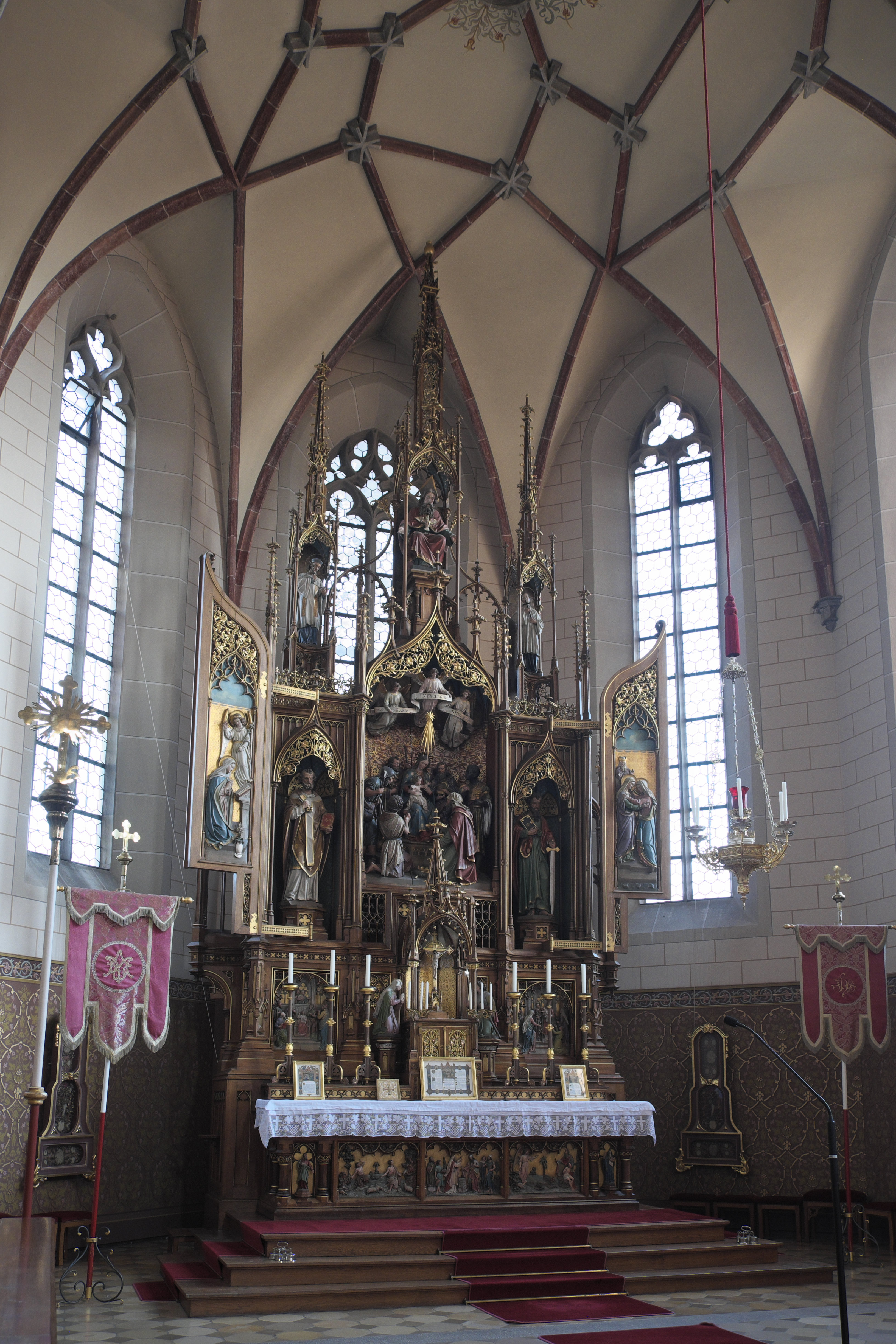
Neugotischer Hochaltar
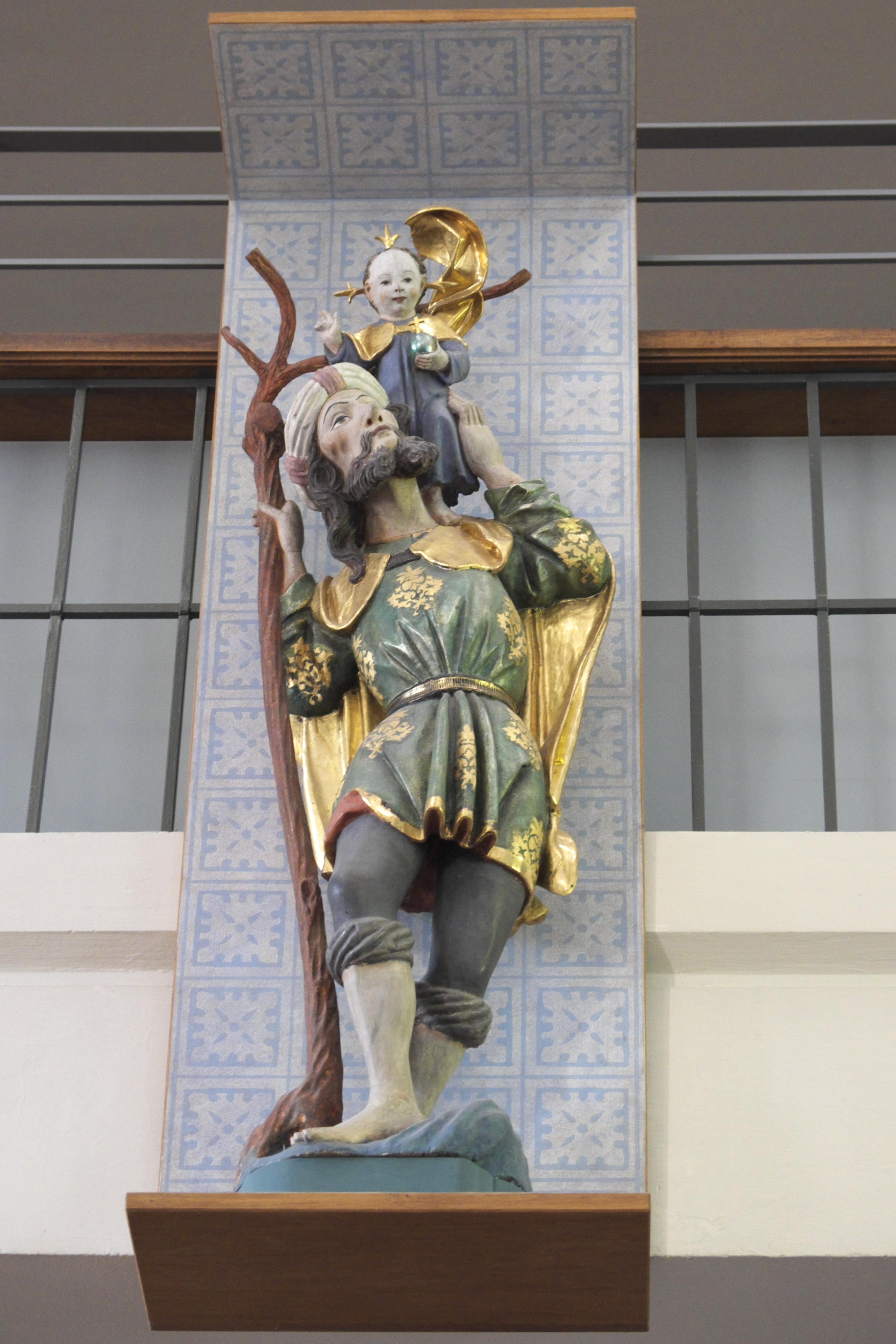
Heiliger Christophorus
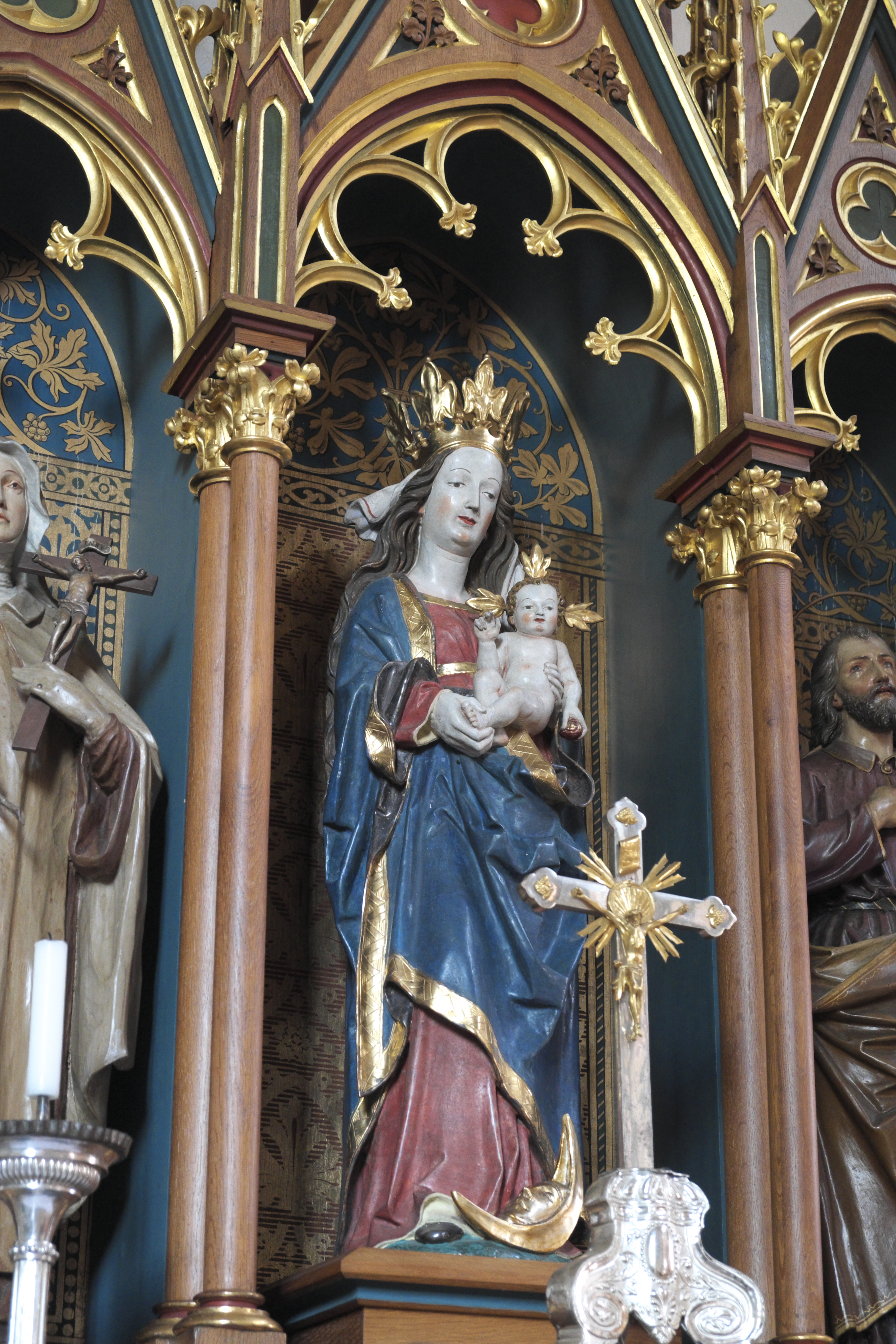
Madonna
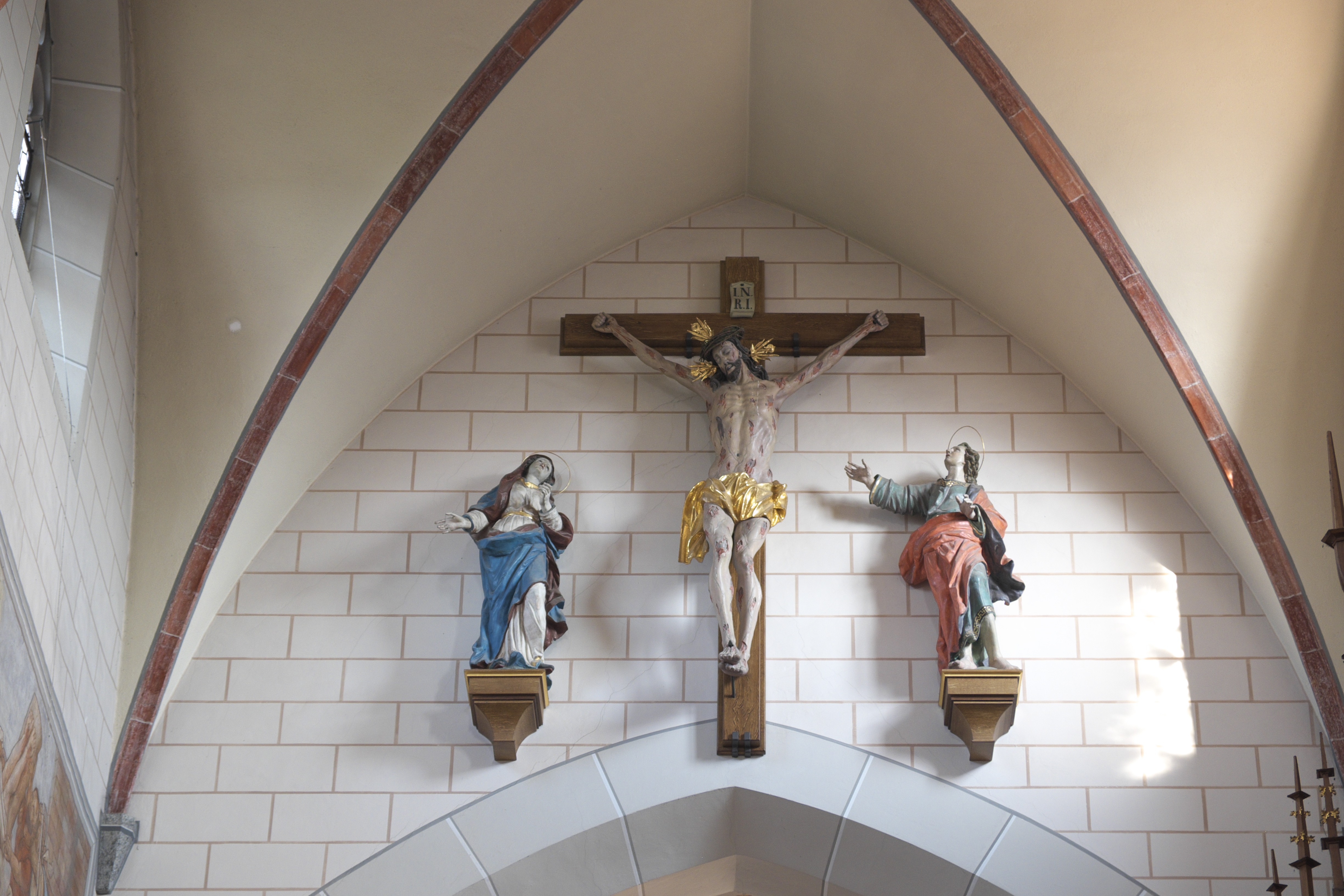
Kreuzigungsgruppe über dem Chorbogen
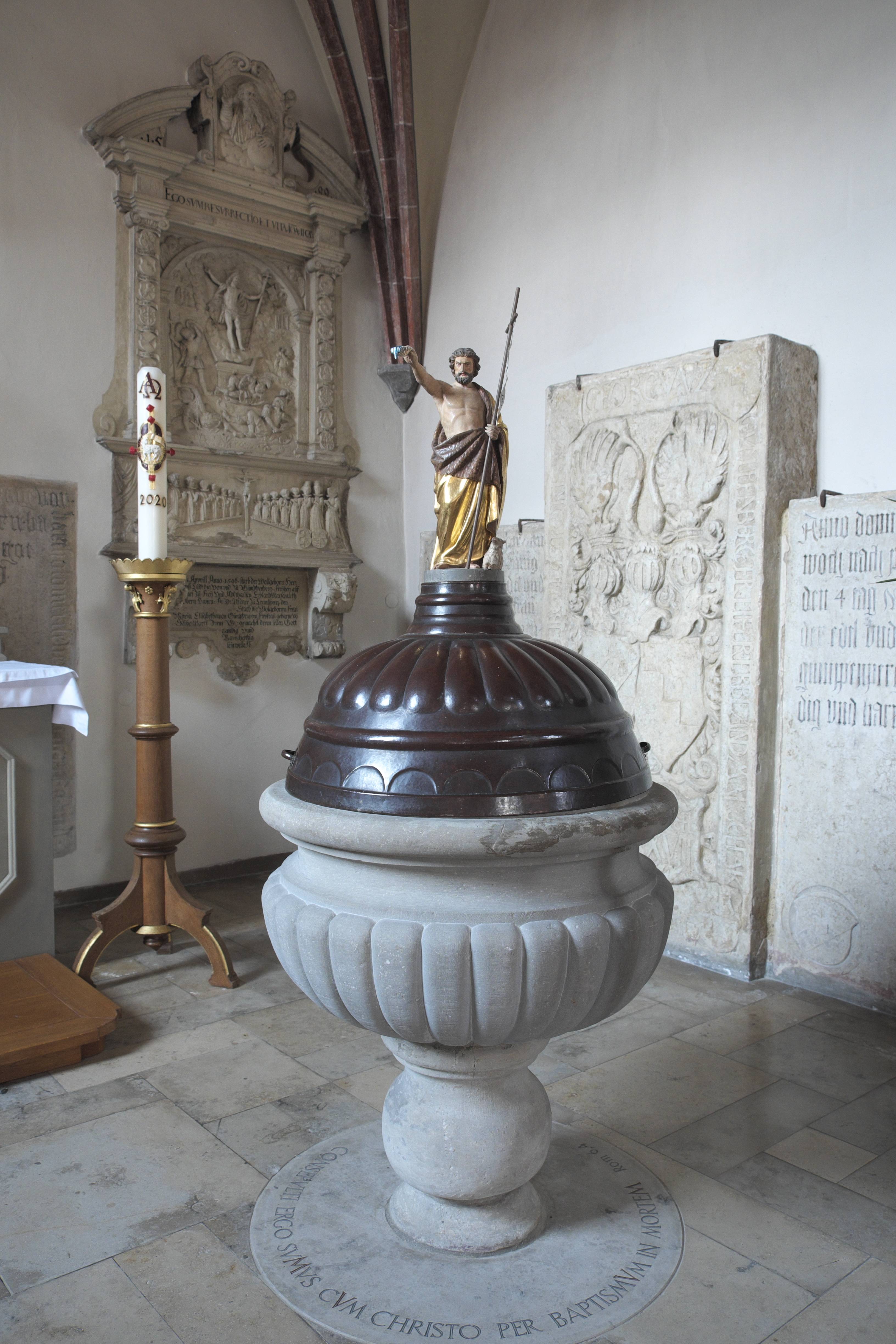
Taufbecken
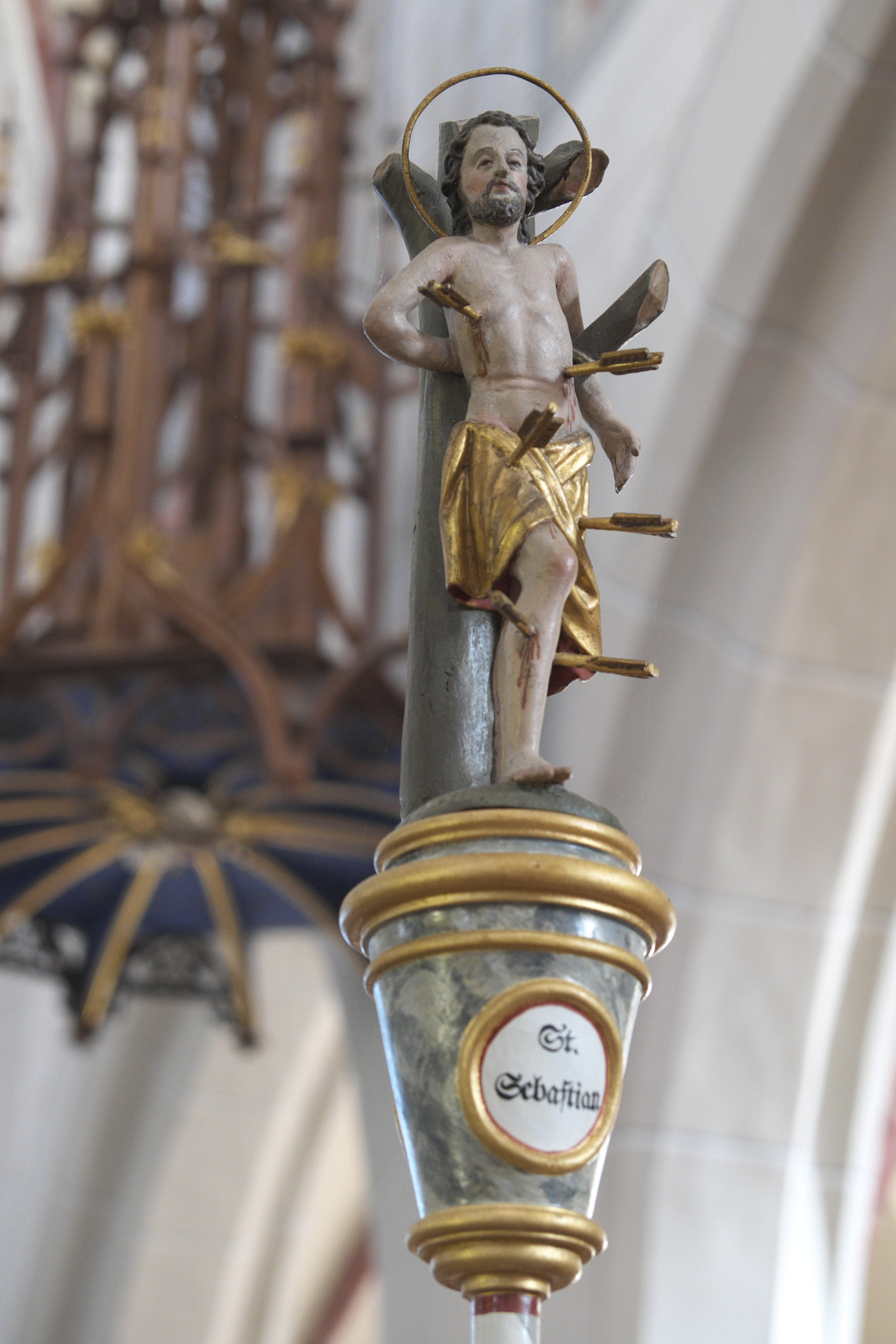
Bruderschaftsstange mit dem heiligen Sebastian

## Epitaphien
In der Kirche sind zahlreiche Grabsteine und Epitaphien, meist der Familie Gumppenberg, aus dem 15. bis 18. Jahrhundert in die Wände eingelassen. Auf einigen Steinen sind die Reliefs der Verstorbenen eingemeißelt.
- Das Epitaph für Georg von Gumppenberg († 1515) wird dem Baumeister des Ingolstädter Münsters Erhard Heydenreich (auch Heidenreich) zugeschrieben.
- Der farbig gefasste Wappenstein erinnert an Balthasar von Gumppenberg († 1551).
- Auf dem Epitaph für Hans Schiestel († 1577) ist die Familie des Verstorbenen unter einem Kruzifix dargestellt.
- Das Epitaph für Hans Ludwig von Gumppenberg († 1596) ist mit einem von Wappen gerahmten Relief der Auferstehung Christi verziert, im Sprenggiebel darüber ist Gottvater dargestellt, unten sieht man die Familie des Verstorbenen.
- Maria Elisabeth von Gumppenberg († 1609) wird betend, in Ganzfigur vor einem Kruzifix stehend, dargestellt.
- Paul Hartmann von Gumppenberg († 1613) ist als Ganzfigur mit seiner Rüstung bekleidet dargestellt.
- Georg von Gumppenberg († 1620) kniet unter einer Renaissanceädikula vor einem Kreuz.

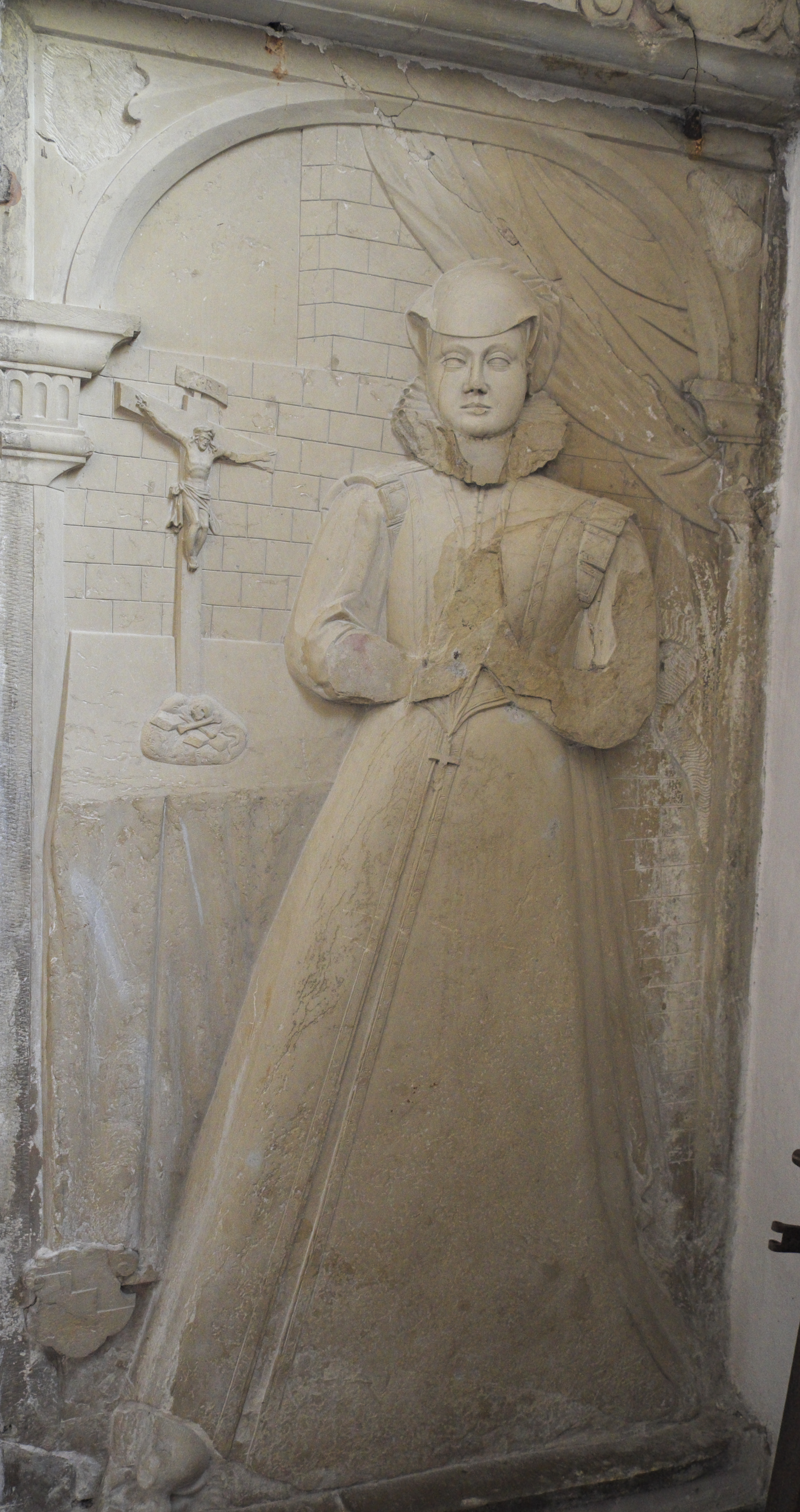
Epitaph für Maria Elisabeth von Gumppenberg († 1609)
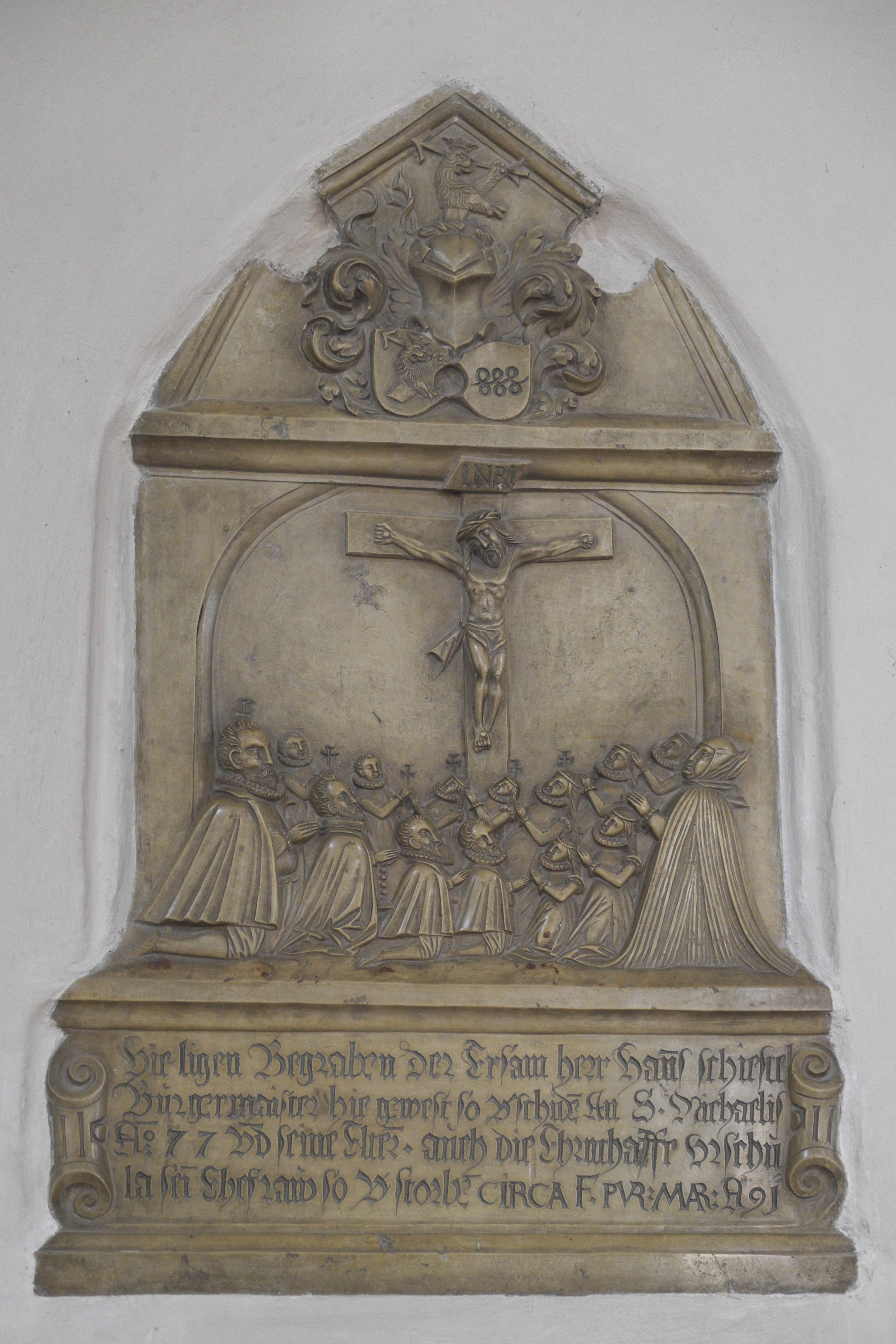
Epitaph für Hans Schiestel († 1577)
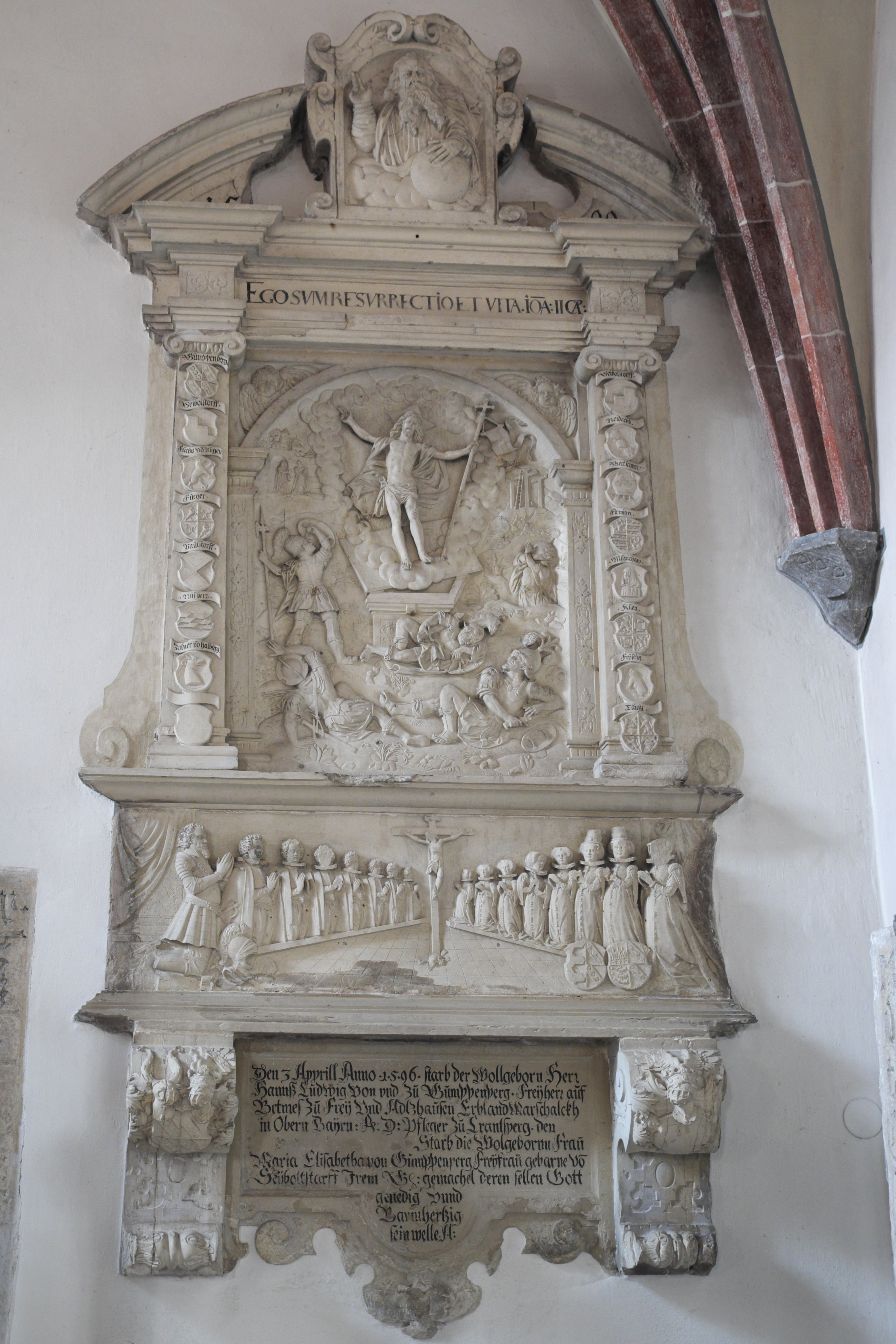
Epitaph für Hans Ludwig von Gumppenberg († 1596)
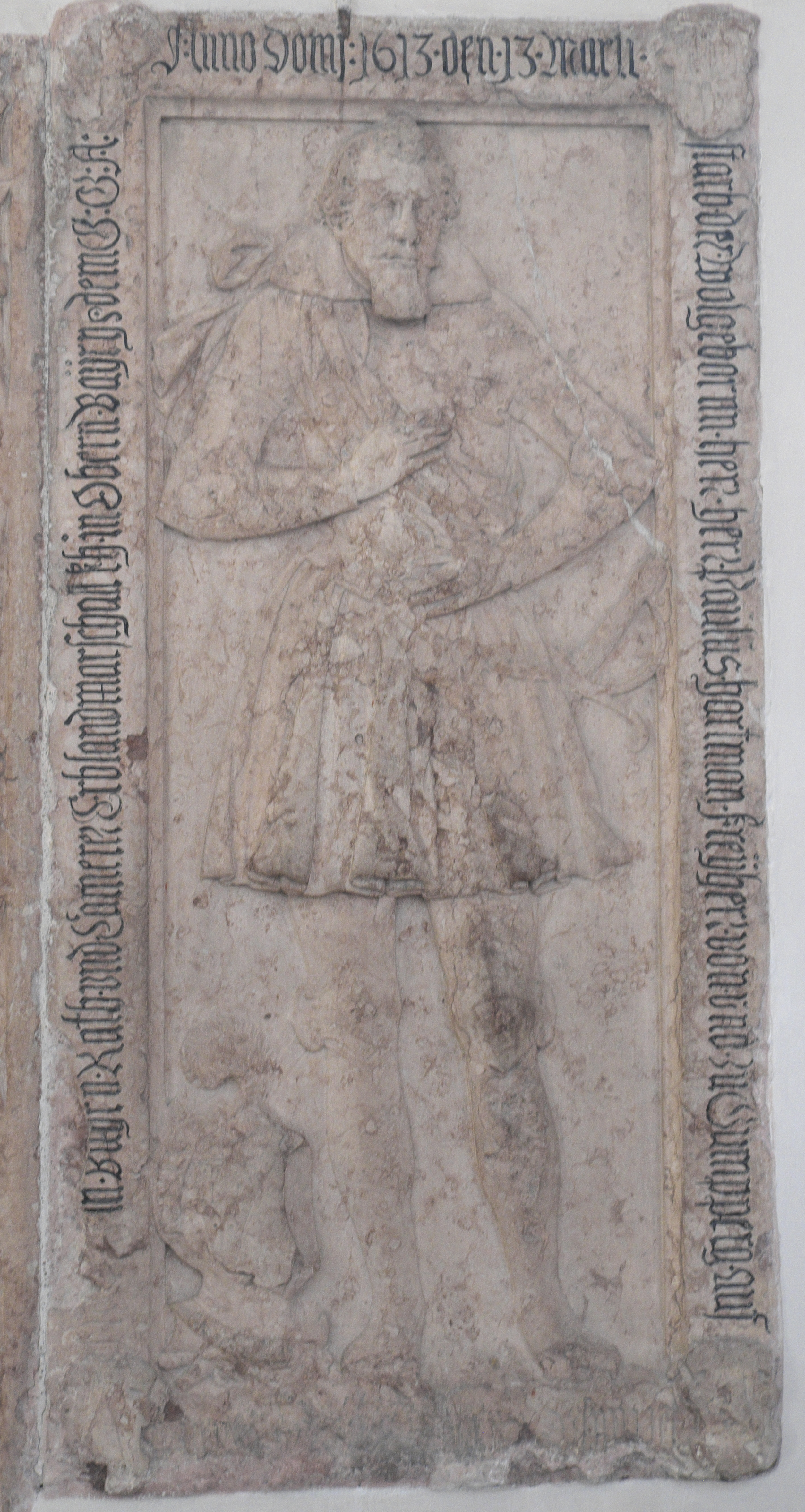
Epitaph für Paul Hartmann von Gumppenberg († 1613)
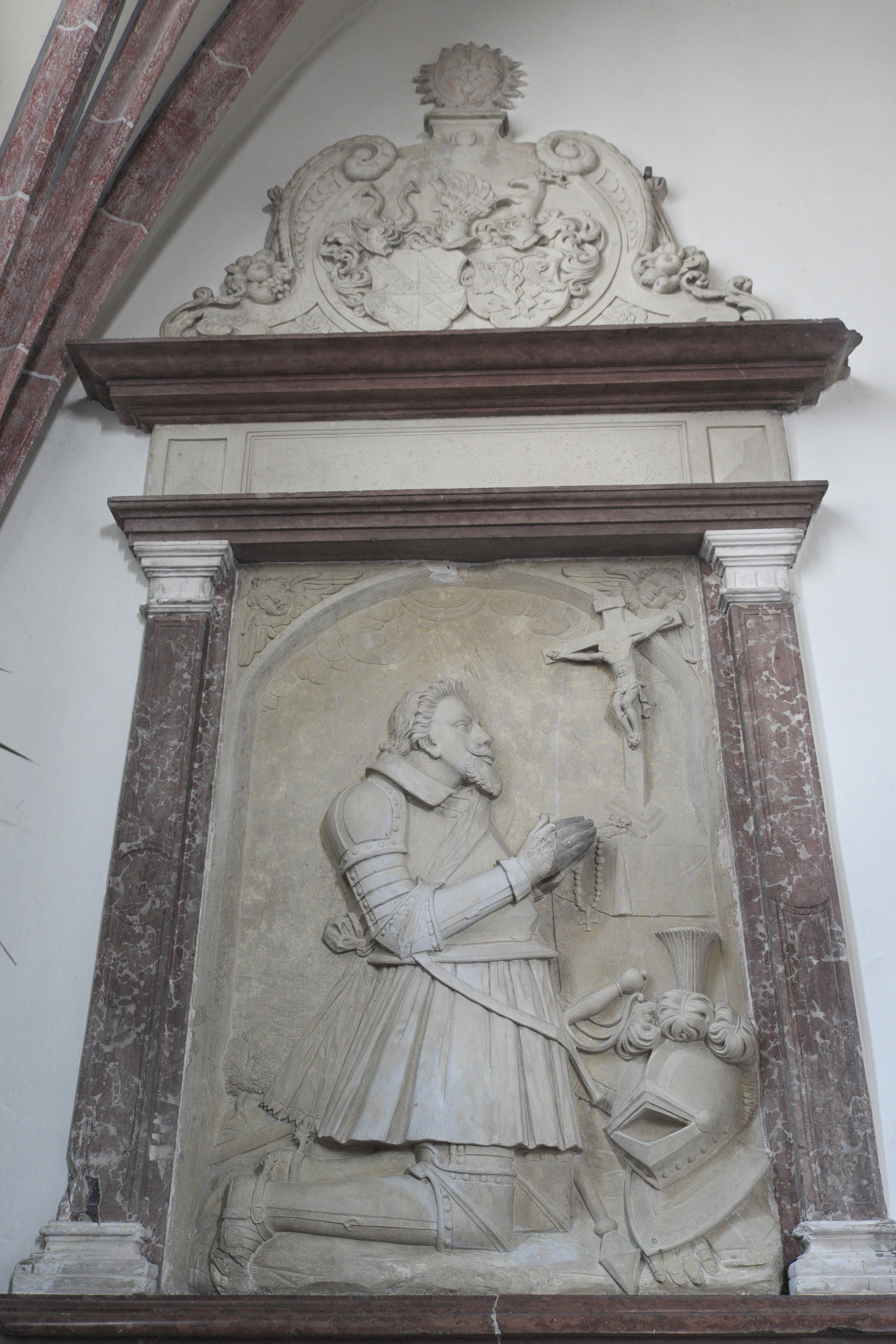
Epitaph für Georg von Gumppenberg († 1620)
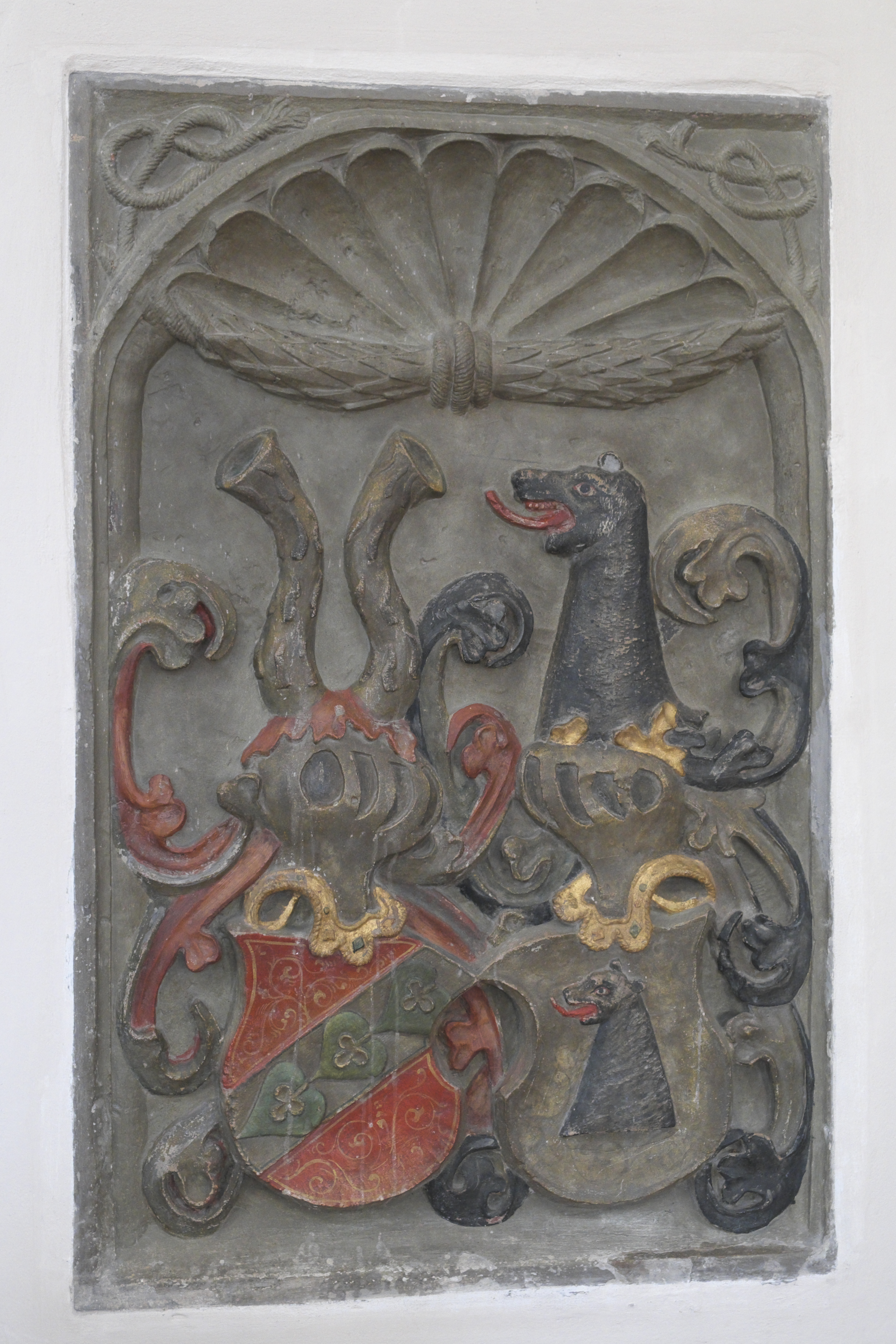
Wappenstein für Balthasar von Gumppenberg († 1551)